# Nederlands kampioenschap schaken 2017
Het Nederlands kampioenschap schaken 2017 (officieel: het Deloitte NK Schaken 2017) werd (samen met het Nederlands kampioenschap vrouwen 2017) gespeeld van maandag 26 juni t/m zondag 2 juli 2017 in de Tolhuistuin in Amsterdam. 
Na het reguliere toernooi eindigden Loek van Wely en Sipke Ernst beiden op een gedeelde eerste plaats. In de snelschaak-barrage won Van Wely, waarmee hij voor de achtste keer Nederlands kampioen schaken werd.

## Eindstand en kruistabel[2]
|   | Naam               | Score | 1  | 2  | 3  | 4  | 5  | 6  | 7  | 8  |
| 1 | Loek van Wely      | 4½    | -- | ½  | 1  | 0  | ½  | 1  | 1  | ½  |
| 2 | Sipke Ernst        | 4½    | ½  | -- | ½  | ½  | ½  | ½  | 1  | 1  |
| 3 | Erik van den Doel  | 4     | 0  | ½  | -- | 1  | ½  | ½  | 1  | ½  |
| 4 | Erwin L'Ami        | 3½    | 1  | ½  | 0  | -- | ½  | ½  | 0  | 1  |
| 5 | Ivan Sokolov       | 3½    | ½  | ½  | ½  | ½  | -- | ½  | ½  | ½  |
| 6 | Benjamin Bok       | 3     | 0  | ½  | ½  | ½  | ½  | -- | 0  | 1  |
| 7 | Jorden van Foreest | 3     | 0  | 0  | 0  | 1  | ½  | 1  | -- | ½  |
| 8 | Twan Burg          | 2     | ½  | 0  | ½  | 0  | ½  | 0  | ½  | -- |